# Fernand Cabrol
Fernand Cabrol (* 11. Dezember 1855 in Marseille; † 4. Juni 1937 in Farnborough, Hampshire) war ein französischer Benediktiner und Wegbereiter der liturgischen Erneuerung des 20. Jahrhunderts. 
Cabrol war 1890 bis 1896 Prior in der Abtei Saint-Pierre in Solesmes und seit 1903 Abt von Saint Michael’s Abbey in Farnborough.
Cabrol ist bekannt als Begründer des Dictionnaire d’archéologie chrétienne et de liturgie, das er zusammen mit Henri Leclercq herausgab, und der Monumenta ecclesiae liturgica (Paris 1904–13). Er verfasste eine Biographie über den Kardinal Jean-Baptiste Pitra.